# サンキー・ダイアグラム

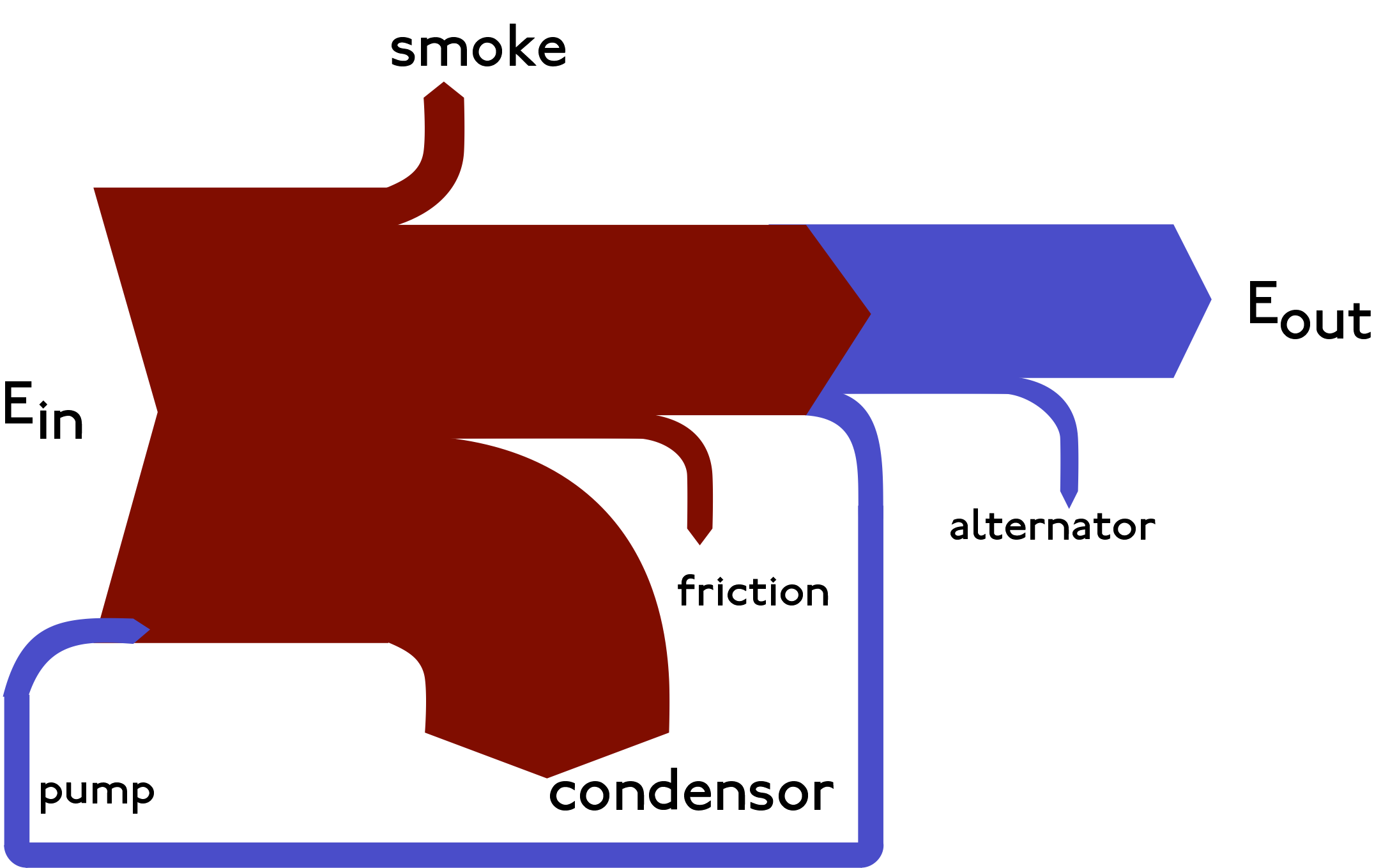
蒸気機関の例

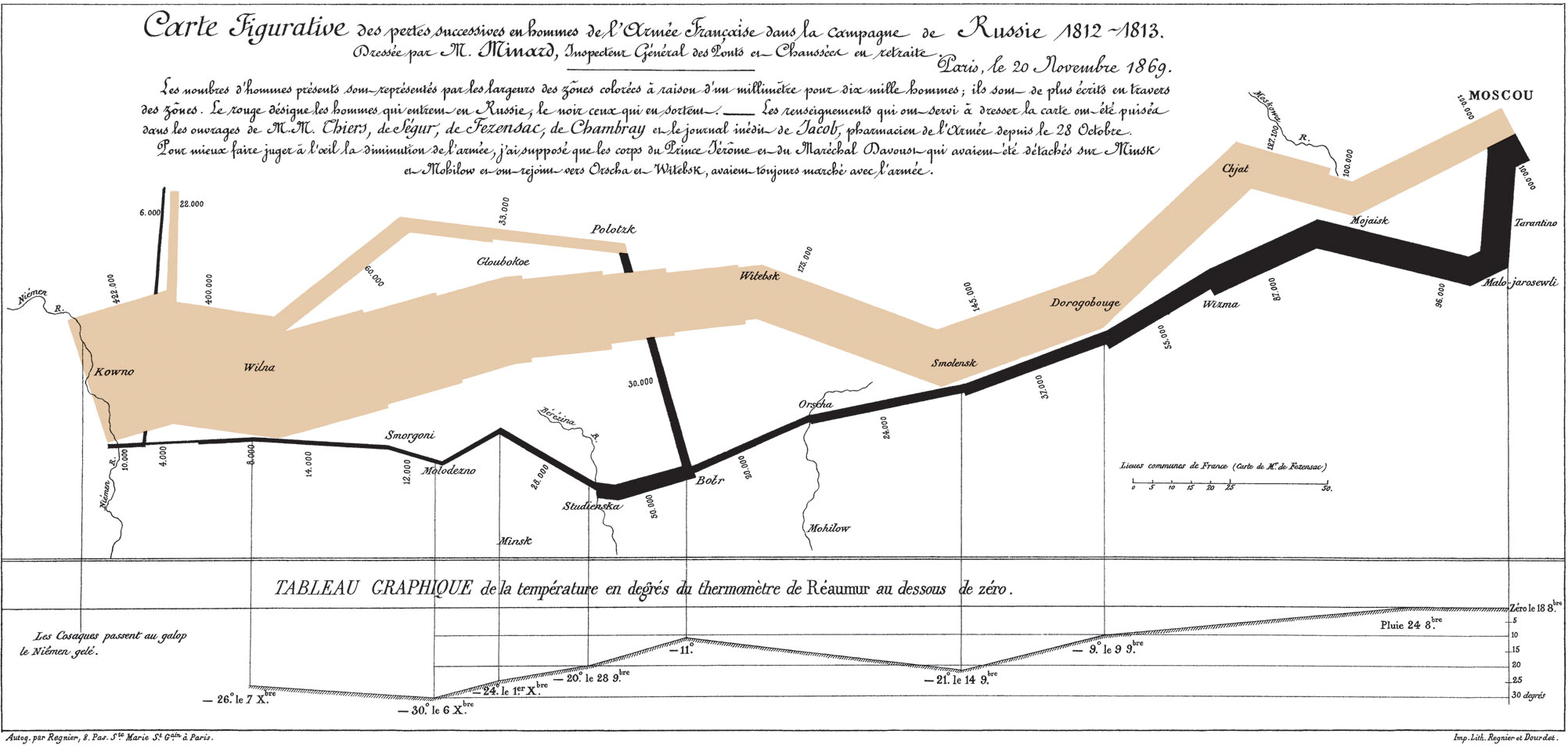
ナポレオンのロシア侵攻の兵力(上)と気温(下)。これは記事中にあるサンキーの業績よりも古く、こういった図表の嚆矢とされる

サンキー・ダイアグラム（英語: Sankey diagram）は工程間の流量を表現する図表である。矢印の太さで流れの量を表している。特にエネルギーや物資、経費等の変位を表す為に使われる。
Sankeyの名前の由来は1898年に初めてこの形式の表を用いた公刊物（Minutes of Proceedings of The Institution of Civil Engineers中の蒸気機関におけるエネルギー効率についての記事）の著者であるアイルランド人ヘンリー・フィニアス・リオル・サンキーに因む。 (参考文献の8頁)

## 応用
サンキー・ダイアグラムは、工程の順序を表すものでしかないフローチャートとは（一見の印象から類似したものと思われるかもしれないが）質的・意味的に全く異なるものであり、量的な流れを表現することに力点が置かれている。このダイアグラムは化学工学、環境工学、物流管理等の分野でシステム内の各プロセス間の流量を表す為に使われ、エネルギー収支の視覚化に頻繁に使われている。表現の対象は広く、右図のようなナポレオン・ボナパルトのロシア侵攻を量的に表したものもある。いくつかの描画専用のソフトウェアや、サンキー・ダイアグラムの描画機能を含む統合システム管理用アプリケーションも開発されている。 

## サンプル
図表のサンプルはウィキメディア・コモンズや下記の外部リンクで見ることが出来る。

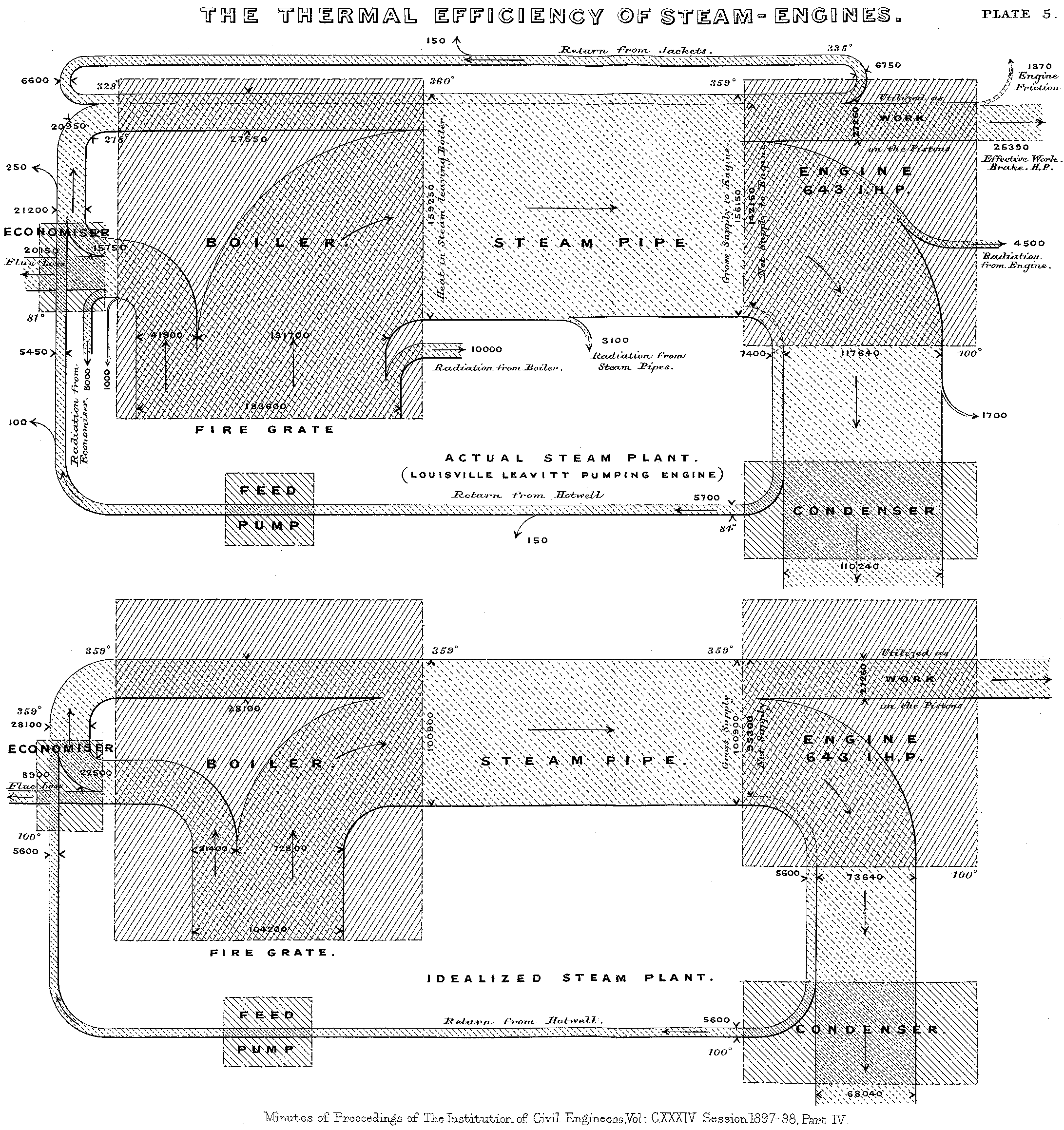
M. H. Sankeyのオリジナル
ディーゼルエンジンの熱効率
energy concept for a building
エネルギー効率
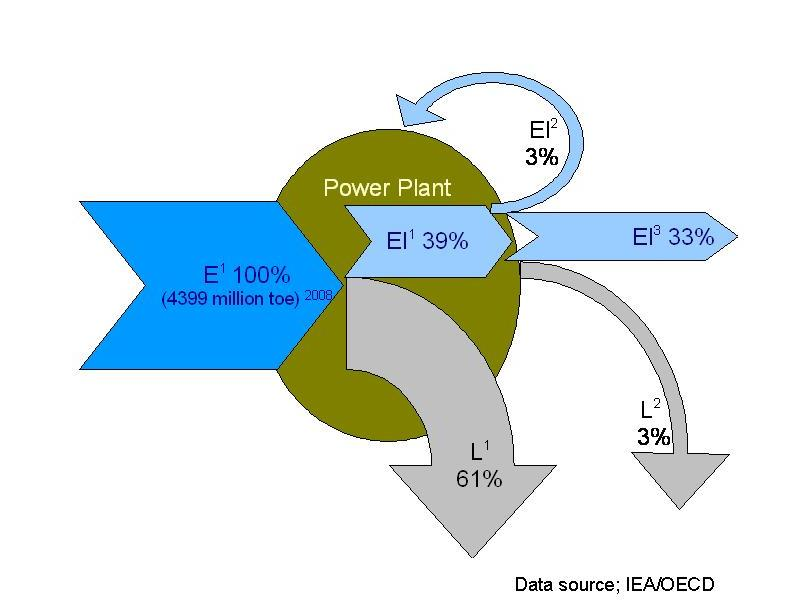
発電の熱効率